# Brüsewitz
Brüsewitz é um município da Alemanha localizado no distrito de Nordwestmecklenburg, estado de Mecklemburgo-Pomerânia Ocidental.
Pertence ao Amt de Lützow-Lübstorf.